# بنزیل کلرید
بنزیل کلرید (به انگلیسی: Benzyl chloride) با فرمول شیمیایی C۷H۷Cl یک ترکیب شیمیایی با شناسه پاب‌کم ۷۵۰۳ است. که جرم مولی آن ۱۲۶٫۵۸ g/mol می‌باشد. 